# Сарбя (Шамотульський повіт)
Сарбя (пол. Sarbia) — село в Польщі, у гміні Душники Шамотульського повіту Великопольського воєводства.
Населення — 239 осіб (2011).
У 1975-1998 роках село належало до Познанського воєводства.

## Демографія
Демографічна структура станом на 31 березня 2011 року:
|          | Загалом | Допрацездатний вік | Працездатний вік | Постпрацездатний вік |
| -------- | ------- | ------------------ | ---------------- | -------------------- |
| Чоловіки | 119     | 30                 | 83               | 6                    |
| Жінки    | 120     | 27                 | 76               | 17                   |
| Разом    | 239     | 57                 | 159              | 23                   |